# سباق الجائزة الكبرى للسيارات

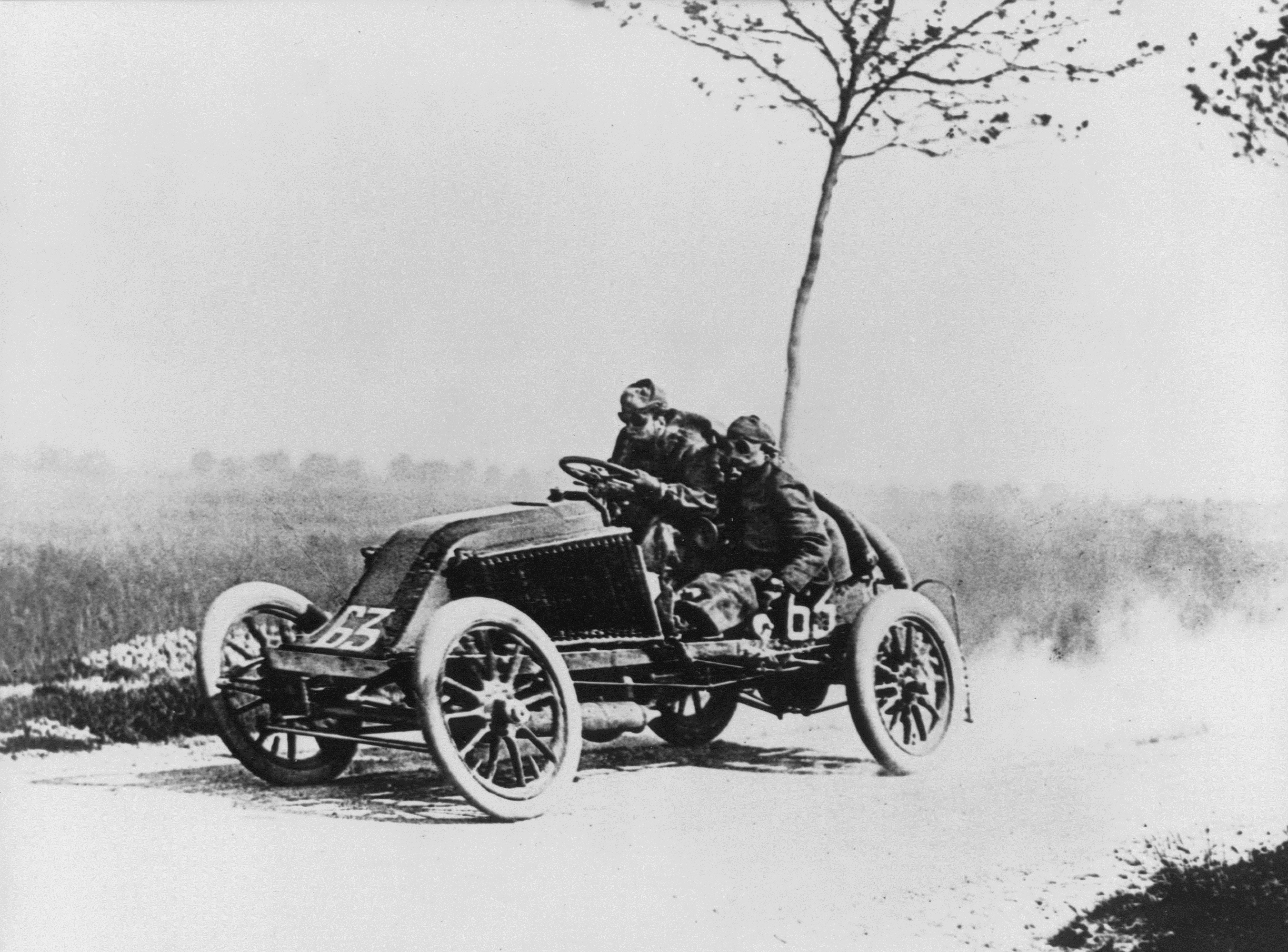
صوره من العصر قديم تظهر مظاهر رياضه سبقات السيارات قديما

سباق الجائزة الكبرى للسيارات (بالإنجليزية: Grand Prix motor racing)‏ ودهو شكل من أشكال المنافسة في رياضة السيارات، له جذوره في سباقات السيارات المنظمة التي بدأت في فرنسا منذ عام 1894. تطور السباق بسرعة من سباقات الطرق البسيطة من بلدة إلى أخرى، إلى اختبارات التحمل للسيارة والسائق. سرعان ما شهد الابتكار وقيادة المنافسة سرعات تجاوزت 100 ميل في الساعة (160 كم/ساعة)، ولكن نظرًا لأن السباقات المبكرة جرت على طرق مفتوحة، فقد وقعت الحوادث بشكل متكرر، مما أدى إلى وفاة كل من السائقين والمتفرجين.
تطورت سباق الجائزة الكبرى للسيارات في النهاية إلى سباقات الفورمولا، ويمكن إعتبار أن فورمولا 1 سليلها المباشر. لا يزال يطلق على كل حدث من بطولة العالم للفورمولا 1 الجائزة الكبري.